# Clarita Beyer

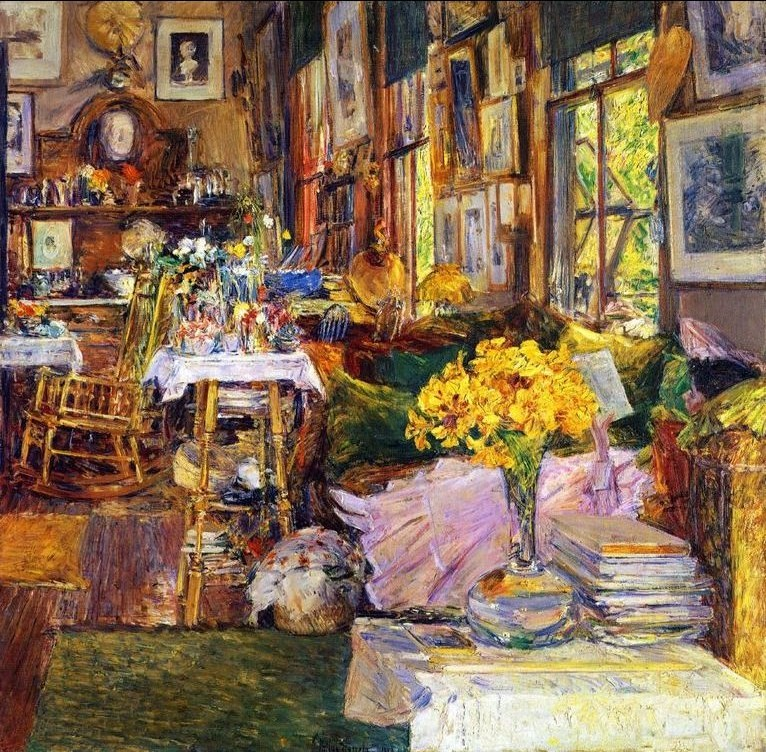
Interieur einer Fischerstube auf den Halligen

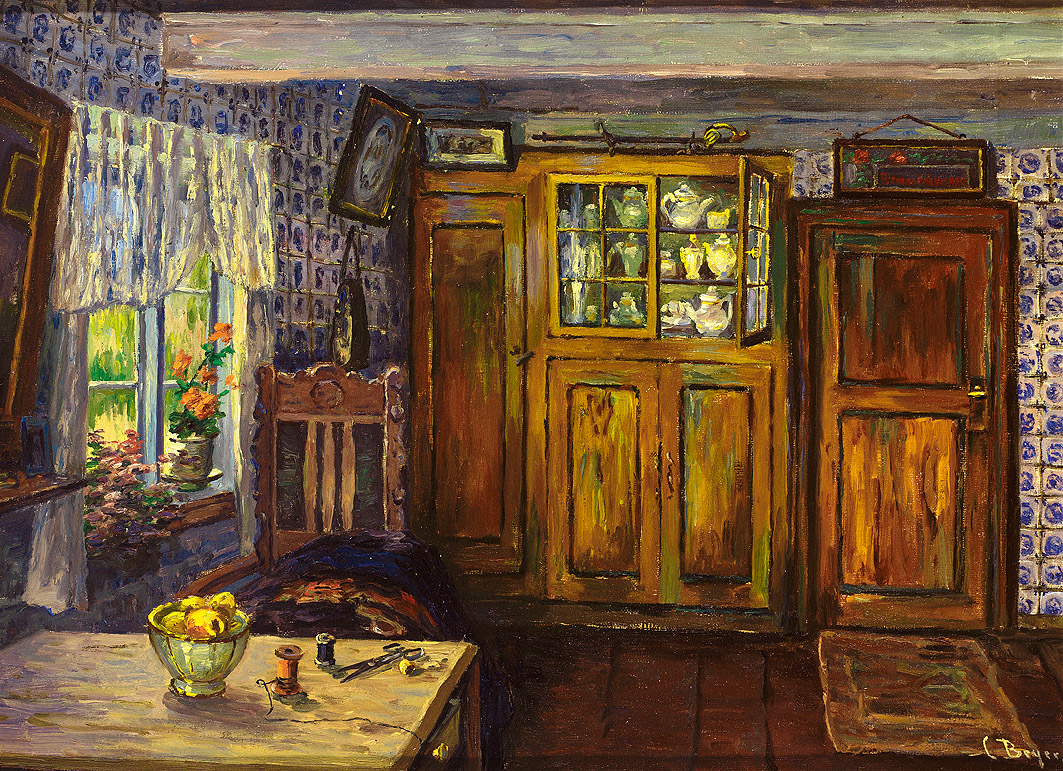
Interieur einer Fischerstube auf den Halligen

Clarita Beyer, auch Clara Carolina Beyer (geboren am 5. November 1864 in Mazatlán, Mexiko; gestorben am 18. August 1929 in Kiel) war eine deutsche Malerin. Bekannt wurde sie sowohl durch ihre Interieur- als auch Landschaftsmalerei. Ihre Motive entstammten überwiegend dem Ostseeraum um Kiel, der nordfriesischen Insel Föhr und den umliegenden Halligen.

## Leben
Auf Grund der beruflichen Tätigkeit ihres Vaters verbrachte Clarita Beyer die ersten sieben Jahre ihres Lebens in Süd- bzw. Mittelamerika. 1872 kehrte sie mit ihren Eltern nach Deutschland zurück und wuchs im damals noch selbständigen Altona (Elbe) auf. Nachdem sie zunächst mehr aus Zeitvertreib Unterricht bei dem Hamburger Landschafts- und Marinemaler Friedrich Schwinge genommen hatte, begann sie im Herbst 1888 ein dreijähriges Studium an der Malerinnenschule in Karlsruhe. Ab 1891 lebte Clarita Beyer mit ihrer inzwischen verwitweten Mutter in Kiel. Im Jahr 1895 eröffnete sie dort ein Schülerinnenatelier, unterbrach ihre Beschäftigung aber zwei Jahre darauf nochmals, um selbst in München Unterricht bei Charles Palmié zu nehmen. In der Folge nahm sie regelmäßig an Ausstellungen in Berlin und München teil. Studienreisen führten sie in den Harz, nach Bayern und in den Spreewald. Ihr nach eigener Auffassung bedeutendstes Bild, Am Teich malte sie im Jahr 1900, es befindet sich in der Kunsthalle zu Kiel. Zu Beginn suchte Clarita Beyer ihre Motive in der Umgebung Kiels und auch Lübecks, so z. B. in Gothmund und Israelsdorf, ab 1905 überwiegend auf den Halligen.:98
Im Jahre 1907 nahm sie an der am 10. November eröffneten Herbstausstellung des Wiener Künstlerhauses teil.
Das Kunstgeschehen in Schleswig-Holstein begleitete Clarita Beyer bereits zu Ende des 19. Jahrhunderts aufmerksam. Bei der Gründung der Schleswig-Holsteinischen Kunstgenossenschaft im Jahr 1893 war sie unter den Gründern, ab 1910 Mitglied des Vorstandes.:98 Im Jahr 1906 fand in Wyk auf Föhr aus Anlass des 200-jährigen Stadtjubiläums die Nordfriesische Kunstausstellung statt. Auf einen Hinweis von Hans Peter Feddersen hin, der ihr Bild Zur Ebbezeit auf Hallig Hooge „vortrefflich“ fand, veranlasste Carl Ludwig Jessen, dass Clarita Beyer zu dieser Ausstellung eingeladen wurde. Acht Bilder präsentierte sie, darunter sieben Ansichten von Hooge und das Gemälde Häuser in Nebel auf Amrum.:15

## Werk
- 1900:–99 Am Teich.[1]:98
- um 1905: Nachmittag auf der Hallig. – 1905 im Altonaer Museum ausgestellt.[1]:98
- um 1905: Zur Ebbezeit auf Hallig Hooge. – 1905 in München und 1906 in Berlin ausgestellt.[1]:98
- um 1906: Häuser in Nebel auf Amrum – 1906 in Wyk auf der Nordfriesischen Kunstausstellung.[1]:15
- um 1910: Landschaft auf Föhr. – 1910 im Münchner Glaspalast ausgestellt.[1]:98
- um 1911: Aus einem alten Friesenhaus auf Föhr. – 1911 im Münchner Glaspalast ausgestellt.[1]:98
- 1914:–99 Illustration des zweibändigen Heimatbuches Unsere meerumschlungene Nordmark. von Hippolyt Haas.[1]:98